# Dacrydium suprinii
Dacrydium suprinii är en barrträdart som beskrevs av Nimsch. Dacrydium suprinii ingår i släktet Dacrydium, och familjen Podocarpaceae. Inga underarter finns listade i Catalogue of Life.